# The Bobbsey Twins

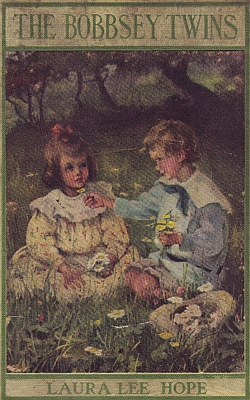
Page de couverture du premier ouvrage publié en 1904, The Bobbsey Twins.

The Bobbsey Twins (« Les jumeaux Bobbsey ») est une série littéraire jeunesse en anglais publiée entre 1904 et 1972 par le Stratemeyer Syndicate. Une réécriture des premiers ouvrages a eu lieu dans les années 1960.

## Auteurs
La série The Bobbsey Twins a été publiée sous le pseudonyme de Laura Lee Hope (inventé pour l’occasion, mais qui a servi dans quelques autres ouvrages).
Le premier livre, paru en 1904, fut peut-être écrit[réf. nécessaire] par Edward Stratemeyer lui-même. Les deux suivants lui ont également un temps été attribués, mais sont plus vraisemblablement de Lilian Garis (en), la femme d’Howard Garis (en), à qui l’on doit les volumes 4 à 28 ainsi que le 41. Les autres auteurs sont Elizabeth Ward (les volumes 29 à 35), Harriet Stratemeyer Adams (les 36 à 38, le 39 avec Camilla McClave, les 40 et 42, le 43 avec Andrew Svenson, et les 44 à 48), Andrew Svenson (en) (les 49 à 52), June Dunn (les 53 à 59, et les réécritures d’après 1960 des 1 à 4, 7, 11 à 13, et 17), Grace Grote (les 60 à 67, et les réécritures des 14 et 18 à 20), Nancy Axelrad (les 68 à 72). Les volumes réécrits non encore mentionnés sont de Mary Donahoe (les 5 et 16), Patricia Doll (les 6 et 25), Bonnibel Weston (les 8 à 10 et le 15) et Margery Howard (le 24).

## Scénario
Les livres racontent les aventures des enfants d’une famille de la classe moyenne, les Bobbsey. Cette famille compte deux paires de jumeaux : Bert et Nan, âgés de 12 ans, ainsi que Flossie et Freddie, âgés de six ans.

## Apparitions dans d'autres médias
Les jumeaux Bobbsey apparaissent dans la deuxième saison de la série télévisée Nancy Drew, adaptée d'une autre série de la Stratemeyer Syndicate. Ils y sont néanmoins renommés Amanda et Gil.

Les deux héros récurrents des romans policiers de James Lee Burke, Clete Purcel et Dave Robicheaux, se sont surnommés « les Bobbsey Twins des homicides » du temps où ils étaient membres de la police de La Nouvelle-Orléans.

### Source
- Wikipedia anglophone, dans sa version du 9 février 2010

1. ↑  (en) « Nancy Drew: Bobbsey Twin Aadila Dosani Stirs Up Jazz in the New Season », 10 mars 2021